# PSV Company
PSV Company (fostă Petromservice) este o companie din România care are ca obiect de activitate serviciile din industria petrolului.
În anul 1997, când a luat ființă Societatea Națională a Petrolului Petrom S.A., divizia Mecano – Energetică a fost restructurată sub denumirea de Petroserv. În urma procesului de reorganizare a Societății Naționale a Petrolului Petrom S.A., în februarie 2002, a luat ființă societatea Petromservice S.A. care a preluat activele, salariații, experiența și activitățile Petroserv.
Inițial, Petromservice era deținută în proporție de 50% de Asociația Salariaților din SNP Petrom și 50% de salariați înscriși individual pe liste de acționari.
Ulterior, asociația salariaților a refuzat să participe la majorarea capitalului social al Petromservice, făcand loc off-shore-ului cipriot Elbahold Industries.
În aprilie 2006, Elbahold deținea aproape jumătate din acțiunile societății (49,35%), Asociația Salariaților - 25%, iar ceilalți acționari, persoane fizice și juridice 25,65%.
Până în 2011, PSV Company deținea 18% din acțiunile postului de televiziune Realitatea TV. Ca urmare a majorării capitalului social, cota deținută de PSV a devenit 7,5%.
Compania avea un număr de 13.400 de angajați în anul 2007, față de 18.000 în anul 2002.

## Istoric
În anul 2007 Petromservice a preluat, pentru suma de 2,6 milioane de euro, firma Geoasset, care deține licența pentru zăcământul de calcar cu brucit de la Budureasa, județul Bihor.
Zăcământul conține 20 de milioane de tone de calcar cu brucit, cu o valoare estimată la peste 1 miliard de euro.
Pe lângă acest zăcământ, compania mai deține și o exploatare de marmură în Kazahstan.
În septembrie 2007 Petrom a încheiat un contract pentru achiziția activităților de servicii petroliere ale Petromservice, pentru 328,5 milioane de Euro.
Achiziția a fost finalizată în ianuarie 2008, iar în aprilie 2008, numele companiei a fost schimbat în PSV Company.
În aprilie 2009, compania a intrat în insolvență.
La data de 7 noiembrie 2011, compania a fost cumpărată de Cozmin Gușă.

## Participații
PSV Company deține compania de cercetare de piață INSOMAR.

## Controverse
Compania a fost asociată unui tun de câteva zeci de milioane de euro din rambursarea TVA, în spatele căruia președintele Traian Băsescu l-a nominalizat pe magnatul Sorin Ovidiu Vântu.
În februarie 2008, PSV a emis facturi către Petrom prin care admite că este purtătoare de TVA, a virat la buget 62 de milioane de euro, pentru ca în iunie să anuleze facturile, să emită noi facturi fără TVA și să solicite rambursarea TVA-ului plătit.
Cererea de rambursare a fost rezolvată în numai 13 zile, fără inspecție fiscală, pe ultima sută de metri a guvernării Tăriceanu.
Suma reprezintă TVA-ul aferent tranzacției de 328 de milioane de euro prin care Petrom a cumpărat trei din cele patru divizii ale Petromservice în septembrie 2007.
La data de 8 octombrie 2010, Tribunalul București a decis arestarea preventivă pentru 29 de zile a lui Mihai Sorin, fost director general al Petrom Service până în 2008, și a altor cinci persoane cu funcții de conducere în PSV Company și în alte firme, într-un dosar de spălare de banii,
delapidare și constituire de grup infracțional.
Anchetatorii au stabilit că, în perioada 2006 - 2008, membrii grupării și-au oprit, în mod ilegal, bani de la firme pe care le administrau sau cărora le gestionau resursele financiare.
Aceștia sunt suspectați și de sustragere de la plata impozitelor și taxelor către bugetul de stat, prin ascunderea surselor impozabile sau taxabile, precum și de disimularea originii ilicite a sumelor de bani obținute în acest fel, prin transferuri bancare succesive urmate de retragerea în numerar.
Prin folosirea a 18 firme, majoritatea înființate în 2006 de către o parte din membri - asociați și administratori -, aceștia au sprijinit angajații altei companii, pentru delapidarea acesteia, prin înregistrarea unor operațiuni fictive care să creeze aparența prestării unor servicii IT.